# Mont Onna
Pour les articles homonymes, voir Onna (homonymie).
Le mont Onna (恩納岳, Onna dake) est une montagne culminant à 363 m d'altitude dans le village d'Onna sur l'île d'Okinawa. Le village d'Onna a reçu son nom de la montagne au cours de la période Gusuku.